# 弗朗西斯科·巴拉格达斯
弗朗西斯科·巴拉格达斯·德拉克鲁斯（西班牙語：Francisco Balagtas y de la Cruz，1788年4月2日—1862年2月20日），又称弗朗西斯科·巴尔塔萨尔（西班牙語：Francisco Baltazar），菲律宾西属时期诗人，近代菲律宾文学的奠基人之一，著有他加禄语诗歌《弗罗兰第和萝拉》等。